# Ллойд, Вудро Стэнли
Достопочтенный Ву́дро Стэ́нли Ллойд (англ. Woodrow Stanley Lloyd; 16 июля 1913 — 7 апреля 1972) — канадский политик, преемник Томми Дугласа на посту премьер-министра Саскачевана с 3 ноября 1961 по 2 мая 1964.

## Биография
Родился в Уэббе (Саскачеван), учился на преподавателя в Мус-Джо и стал работать по специальности в 1933. Вскоре он стал активистом Федерации саскачеванских учителей и занимал разные должности в этой организации, в том числе с 1941 по 1944 был её председателем.
В 1971, после отставки из Законодательного собрания Саскачевана, он был назначен представителем на мероприятия Программы развития ООН, проходившие в Южной Корее. Но всего лишь через несколько месяцев после назначения, находясь в Сеуле, он скоропостижно скончался.